# 惠州 (唐朝)
惠州，中国唐朝时设置的州。
唐朝天祐三年（906年），因磁州与慈州同音，改名惠州。下辖四县：滏阳县、邯郸县、武安县、昭义县。五代后唐时，复名磁州。